# Звуковая отвёртка
Звуковая отвёртка (англ. sonic screwdriver) — универсальный инструмент, используемый главным героем Доктором в телесериале «Доктор Кто».
Её основная функция — воздействовать на различные механизмы (от простейших до кибернетических) посредством звуковых волн. При первом появлении в сериале она обладала довольно скромным набором функций, однако несколько превышающим возможности обычной отвёртки. Со временем отвёртка была усовершенствована и получила множество новых возможностей. Основная же функция, используемая на протяжении сериала — открытие и закрытие дверей и других подобных механизмов.
Как и ТАРДИС, она стала одним из символов телесериала и тесно ассоциируется с Доктором.

## История

### Классические серии
Впервые звуковая отвёртка появилась в эпизоде «Ярость из глубины», где Доктор использовал её как многофункциональный инструмент, с редкими вариантами появления по ходу серий. Способности отвёртки не сильно изменялись от серии к серии, и, как именно она работает, никогда не пояснялось. Как бы то ни было, само название подразумевает, что отвёртка функционирует с помощью использования звуковых волн, дистанционно влияя на физические свойства объектов, например на механизмы в замках.
Спутница Третьего Доктора, Лиз Шоу, также использовала звуковую отвёртку в серии «Инферно».
В эпизоде «Морские дьяволы» Доктор использовал отвёртку, чтобы с расстояния обезвредить мины. Эта особенная модель имела подвижную секцию, перемещающуюся вверх-вниз при использовании.
Звуковая отвёртка исчезла из сериала в 1982 году, когда её уничтожили терилептилы в серии «Кара», хотя Шестой Доктор использовал нечто очень похожее в эпизоде «Атака киберлюдей». Отвёртка не упоминалась вплоть до самого конца сериала, хотя потом появилась в фильме про Восьмого Доктора, где Седьмой использовал её для закрытия ларца с духом Мастера.

### Возрождённый сериал

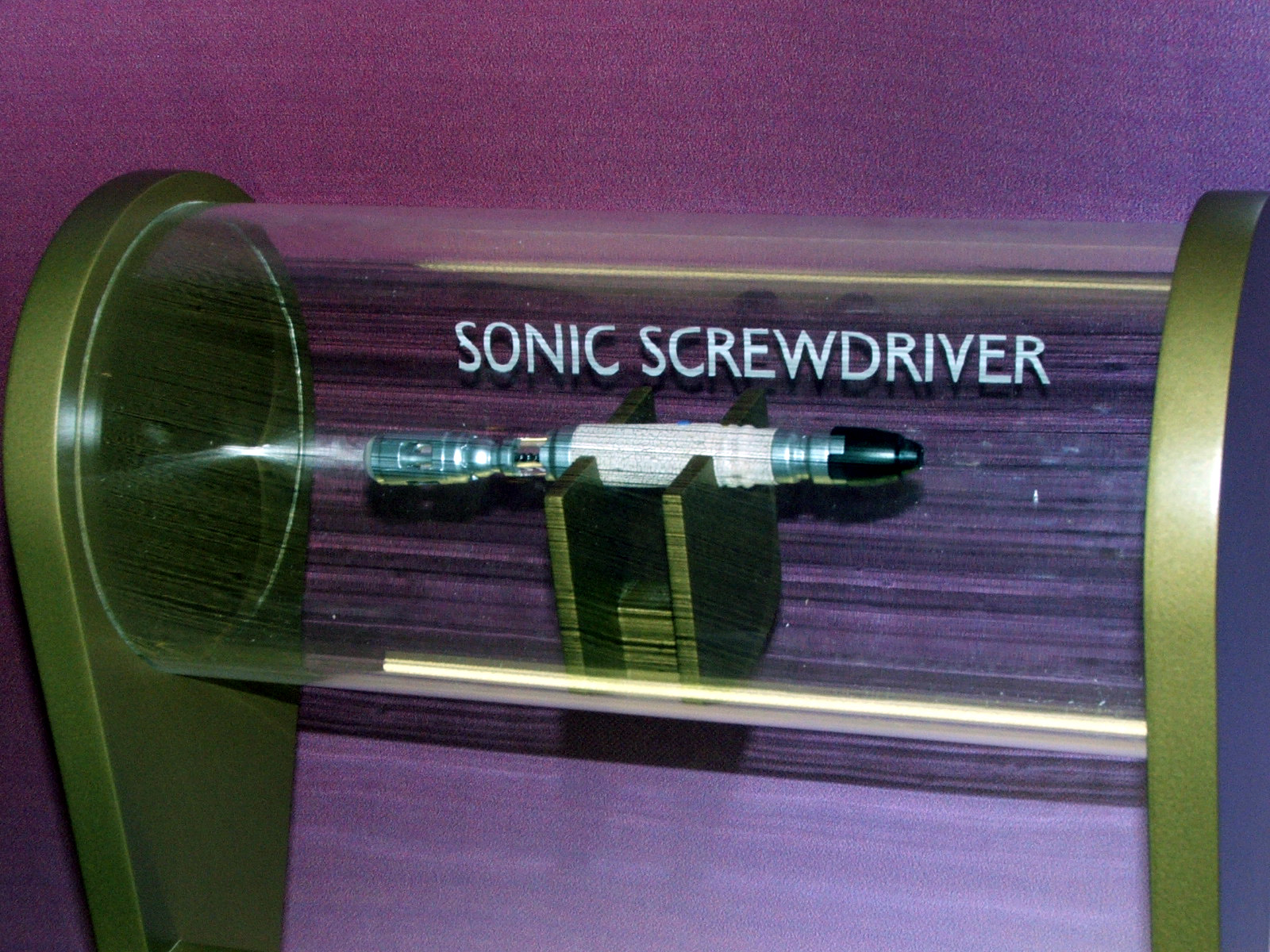
Звуковая отвёртка Девятого и Десятого Доктора

Совершенно новая звуковая отвёртка с синим фонариком на конце и добавлением традиционного звукового эффекта появилась в возобновлённом сериале 2005 года. Вероятно, новая отвёртка изготовлена по той же технологии, что и новая консоль ТАРДИС.
Помимо открывания замков (как механических, так и электронных) и восстановления объектов, новая отвёртка обладает следующими новыми функциями:
- Обнаружение и блокировка телепатических сигналов Сознания Нестин («Роза»).
- Компьютерный инструмент («Конец Света», «Шумный город»).
- Перехват телепортирующих сигналов («Конец Света», «Шумный город»).
- Получение наличности из банкомата («Конец Света», «Долгая игра», «Сбежавшая невеста»).
- Зарядка батареи («День отца»).
- Медицинский сканер («Пустой ребёнок», «Новая Земля»).
- Вызов резонанса в бетоне, восстановление колючей проволоки («Доктор танцует»).
- Уничтожение механических приспособлений («Долгая игра», «Злой волк»).
- Дистанционное активирование «экстренной программы» в ТАРДИС («Пути расходятся»).
- Зажигание свечей («Девушка в камине», «Пандорика открывается»).
- Деактивирование электроники («Век стали»).
- Отрезание верёвок («Век стали») и разрезание стального кабеля («Соучастники»).
- Частичная реконструкция людей, поглощенных Абзорбалоффом («Любовь и монстры»).
- Прерывание силы ионной конструкции («Бойся её»).
- Прерывание контролируемого киберчеловеком сигнала, передаваемого по bluetooth через наушники («Армия призраков»).
- Открытие дверей взрывом («Судный день»).
- В серии «Барабанная дробь», конструируя фильтры восприятия для себя, Марты и Джека, Доктор использовал отвёртку как паяльник.
- В серии «Планета мёртвых» Доктор затемняет свои очки, и они становятся солнцезащитными. Также Доктор появляется в затемнённых очках в серии «Девушка в камине» и спецвыпуске «Конец времени».
- Толкание предметов, таких как блоки («Огни Помпеев»), другая звуковая отвёртка («Соучастники»), ключ («Давай убьём Гитлера»).
- Модификация мобильного телефона: способность звонить и принимать звонки из любого времени и места во вселенной.
- Раскрытие и деактивирование камуфляжа (шиммер) («Конец времени»).
- Уничтожение Плачущего ангела (спецвыпуск «На вес золота»).

Настройка «2428-Д» для восстановления колючей проволоки в серии «Доктор танцует» показывает, что у отвёртки есть по крайней мере столько функций.
В одной из серий 4 сезона («Тишина в библиотеке») Десятый Доктор говорит, что отвёртка не работает с деревом.
В серии «Рождественское вторжение» Десятый Доктор использует отвёртку больше как оружие и до сих пор имеет склонность к несколько угрожающему стилю использования отвёртки. Тем не менее Доктор утверждает, что «звуковая отвёртка не может убивать, ранить или калечить».
В сериях «Злой волк» и «Встреча в школе» она оказывается неспособной открыть объекты, заблокированные «Нерушимой печатью».
В эпизоде «Смит и Джонс» отвёртка Доктора перегорает. Вначале он с сожалением её рассматривает, говоря: «Я люблю свою отвёртку…», а затем просто выбрасывает через плечо. В конце серии он показывает идентичную новую отвёртку.

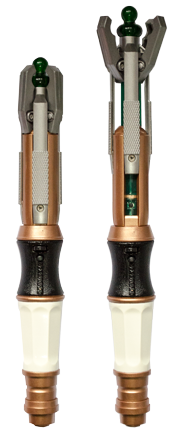
Звуковая отвёртка Одиннадцатого и Двенадцатого Доктора

В серии «Одиннадцатый час» Одиннадцатый Доктор пытается привлечь внимание атракси с помощью звуковой отвёртки. Отвёртка перегорает и взрывается. В конце серии ТАРДИС выдаёт Доктору новую отвёртку с золотистым корпусом и зелёным фонариком. В сериях «День Луны» и «Время на исходе» можно видеть испускаемые отвёрткой зелёные лучи, бьющие в противника; таким образом, новая отвёртка может быть использована как оружие.
В той же серии отвёртка оказалась способна расширить трещину в пространстве-времени.
В серии «Зверь внизу» отвёртка сделала слышимыми для людей звуки, издаваемые звёздным китом.
В серии «Холодная кровь» Доктор использует её для дезактивации лазерного оружия силурианцев.
В серии «Рождественская песнь» Одиннадцатый Доктор подвешивает отвёртку на верёвку, чтобы отследить сигнал. Отвёртку проглатывает акула и, пожевав, выплёвывает только часть, а вторая остаётся в желудке хищника. Там же упоминается, что отвёртка пытается самовосстановиться и притягивает к себе вторую часть. В 6 сезоне Доктор пользуется уже новой идентичной отвёрткой.
В серии «День Луны» Доктор использует звуковую отвёртку как оружие против Тишины, помогая Ривер Сонг, которая использует бластер. Впрочем, Ривер сочла эту «помощь» несущественной и посоветовала Доктору «смастерить что-нибудь полезное».
В эпизоде «Изолятор далеков» Доктор использует отвёртку для активации телепорта.
Отвёртка может дестабилизировать программируемую материю и перевести её в жидкую фазу («Мятежная плоть» / «Почти люди»).
Согласно серии «День Доктора», как минимум отвёртки начиная с Военного Доктора и заканчивая Одиннадцатым Доктором, несмотря на аппаратные изменения и неоднократные уничтожения, используют одно и то же программное обеспечение, так что расчёт молекулярной структуры двери в подземелье лондонского Тауэра, необходимый для её открытия, начатый отвёрткой Военного Доктора, был продолжен отвёртками следующих Докторов и закончен спустя 400 лет отвёрткой Одиннадцатого.
В сериях «Давай убьём Гитлера» и «Смерть на небесах» поясняется, что звуковая отвёртка имеет экстрасенсорный интерфейс: достаточно «направить и подумать».
В серии «Ученик волшебника» показано, что Доктор оставил свою звуковую отвёртку на Скаро и с тех пор стал пользоваться звуковыми очками.

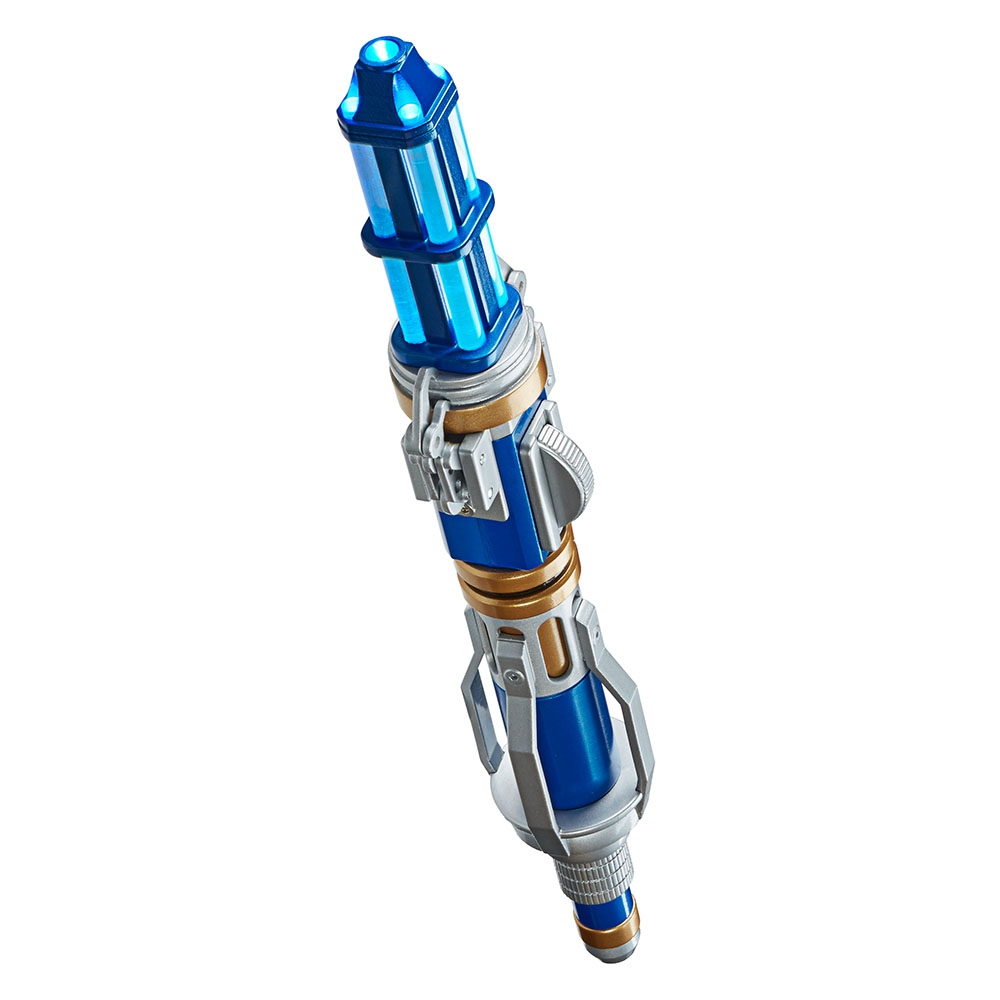
Звуковая отвёртка Двенадцатого Доктора

В серии «С дьявольским упорством» ТАРДИС выдаёт Доктору новую звуковую отвёртку в сине-золотистом корпусе, с четырьмя функциями: синее свечение с высокочастотным звуком, зелёное свечение с низкочастотным звуком, синее мигание с пульсирующим звуком и зелёное мигание с пульсирующим звуком. Было задумано, чтобы новая отвёртка своим видом напоминала ТАРДИС.
В эпизоде «Тонкий лёд» продемонстрировано, как звуковая отвёртка светится белым светом и используется в качестве фонарика.
В серии «Будь вечны наши жизни» становится известно, что в корпусе звуковой отвёртки содержится маркер.

## Прочие звуковые отвёртки
Спутница Доктора Повелительница Времени Романа сконструировала свою собственную звуковую отвёртку, впервые показанную в «Городе смерти» (1979). Она была меньше и изящнее, чем у Доктора, и он был настолько впечатлён её дизайном, что даже попытался (неудачно) поменять отвёртки — свою и Романы.
В сериале «Приключения Сары Джейн» у Сары Джейн есть звуковая помада (отвёртка), которую ей подарил Доктор. Она с золотистым корпусом и красным фонариком в форме губной помады, при использовании звучит как отвёртка Доктора.
В эпизоде «Тишина в библиотеке» (2008) Ривер Сонг показала ему свою улучшенную отвёртку. Она имела красный режим, который создал Двенадцатый Доктор, но не знал Доктор из настоящего. Внешне она очень похожа на отвёртку Десятого Доктора, но имеет пистолетную рукоятку, что делает её более удобной.
В эпизоде «Фрагменты» сериала «Торчвуд» будущая сотрудница Института Торчвуд Тошико Сато украла из архивов ЮНИТа чертежи и схемы звукового модулятора, который напоминал звуковую отвёртку. Чертежи были частично неверны и ошибочны, но Тошико в процессе сборки машинально исправила их, чем и привлекла внимание Торчвуда. В завершённом виде устройство напоминало увеличенную версию отвёртки Доктора, гораздо более грубую и неэлегантную. Функции, судя по всему, были ограничены, фактически показана была лишь одна: частично парализующее звуковое излучение, сопровождающееся звуком отвёртки Доктора и синим свечением.
В серии «Давайте убьём Гитлера» Доктор отдал свою отвёртку Эми и Рори, а себе оставил «звуковую трость» — чёрно-серебряную трость с отвёрткой в набалдашнике.
В серии «Соучастники» выращиватель адипоуз миссис Фостер имела звуковую ручку. Внешне она выглядит как обычная авторучка, но с тупого конца светится синим. Она слабее отвёртки Доктора, хотя с её помощью Доктор приостанавливает рождение адипоуз.
В серии «Девочка, которая ждала» Эми, оставшаяся в изоляторе планеты Апалапучия, собрала звуковую отвёртку, но предпочитала называть её звуковым зондом, потому что считала название «звуковая отвёртка» пижонством.
В серии «Фамильяр ведьмы» Доктор использует звуковые очки: «Я устал от отвёрток. Они оттягивают карманы пиджака. Теперь я переключился на носимые технологии».
Мастер в конце концов создаёт для себя лазерную отвёртку, которая обладает некоторыми функциями звуковой, однако также является мощным лазерным оружием. Она также может ускорять процесс старения.
Позже Мисси носит зонтик, который обладает схожими функциями со звуковой отвёрткой.

## Звуковая отвёртка вне телесериала
В честь отвёртки компанией Sonic был выпущен универсальный пульт управления Sonic Screwdriver.